# Adromischus trigynus
Adromischus trigynus és una espècie de planta suculenta del gènere Adromischus, que pertany a la família Crassulaceae.

## Taxonomia
Adromischus trigynus (Burch.) Poelln. va ser descrita per Karl von Poellnitz i publicada a Repertorium Specierum Novarum Regni Vegetabilis. 44: 61, in obs. 1938.